# Josef Kraus (poštmistr)
Josef Kraus (4. září 1810 – 3. ledna 1892) byl svého času jedním z nejbohatších obyvatel Pardubic. Zastával úřad nejvyššího poštmistra, podnikal v cukrovarnictví a ve svém domě hostil nejvýznamnější představitele 19. století.

## Rodina a život
Josef Kraus se narodil 4. září 1810 jako druhorozený syn koželuha Mojžíše Krause (1782–1868) a jeho ženy Johanny Schwarzové. Měl dalších pět mladších bratrů a jednu sestru.
Koželužnu, nacházející se v Pardubicích v dnešní Labské ulici č.p. 29, získal v roce 1787 Josefův dědeček Aron Lobl, který přijal příjmení Kraus. Tato židovská rodina počátkem 19. století konvertovala ke křesťanství.
Dne 11. dubna 1841 byl oddán s Julianou rozenou Pinkovou (1815 – 1884), se kterou měl dvě dcery a sedm synů. Dospělosti se dožilo šest synů, pět z nich však zemřelo bez potomků. Obě dcery byly provdány do podobně zabezpečených rodin, nejstarší syn Edmund (1843 – 1889) se dal na vojenskou kariéru a dosáhl hodnosti majora. Jeho mladší bratr Viktor (1849 – 1923) dosáhl hodnosti c.k. generála jízdy. Synové Otakar (1845 – 1914) a Rudolf (1859 – 1936) studovali práva. Otakar se po čase práce v úřadě vzdal, cestoval a ke sklonku života svůj veškerý majetek odkázal na dobročinné účely. Rudolf se po První světové válce stal úředníkem v Praze. Jeho potomci žijí až do dnes.
Josefův syn Hugo (1857 – 1930) vystudoval pardubickou reálku a postupně po otci přebíral kariéru poštovnictví a zastupoval ho i v akciových společnostech. Po smrti otce převedl majetek na svého staršího bratra Arthura a odjel do Brazílie, kde se věnoval podnikání. Arthur Kraus (1854 – 1930) se stal váženým občanem Pardubic díky popularizaci astronomie a založení první české veřejně přístupné Lidové hvězdárny. Ta v současnosti nese název Hvězdárna barona Artura Krause DDM ALFA Pardubice.

## Kariéra a podnikání

### Poštovnictví a politika
Když byla v roce 1845 dobudovaná vlaková trať Olomouc - Praha, Josef Kraus vycítil příležitost a rozhodl se u nádraží založit poštu. Brzy si ale uvědomil, že umístění pošty je pro obyvatele Pardubic z ruky, a tak se rozhodl zřídit poštu i na Zeleném předměstí, o kterém předpokládal, že se stane centrem města. Díky svým schopnostem dosáhl úřadu c.k. poštmistra a roku 1875 byl vyznamenán císařem za zásluhy o rozvoj českého poštovnictví. 
Roku 1848 vstoupil do komunální politiky a dlouhá léta byl členem městského zastupitelstva. 3. listopadu 1867 se nově zvolené zastupitelstvo o třiceti členech s dosavadním starostou města Pardubic Václavem Bubeníkem sešlo za účelem zvolení nového obecního starosty. Josef Kraus získal 23 hlasů a stal se starostou města Pardubic na celých sedm dnů. Ohledně jeho zvolení totiž vznikaly domněnky, zda byly všechny hlasy platné, a tak Josef hned 10. listopadu 1867 sepsal dopis, v němž odůvodnil svou rezignaci takto:
„Povážlivé nynější poměry politické i sociální -, pokročilé stáří a s ním spojené i větší starosti, svědomité zaopatření mé rodiny -, povolání mé a rozsáhlé veškeré síly napínající hospodářství, které přítomnost mou vyžaduje.“ Rezignaci zakončil slovy, že jím započatou práci musí vykonávat vždy dokonale, a ne jen na polovic. 19. listopadu 1867 tak zastupitelstvo volilo starostu nového a Josef Kraus se stal jen řadovým zastupitelem.

### Podnikání
Kromě kariéry v poštovnictví vycítil příležitost i v průmyslu a v roce 1869 inicioval založení akciového cukrovaru, vybudovaného naproti lihovaru a nacházejícího se poblíž vlakového nádraží. Na stavbu poskytl značný úvěr, a stal se tak majitelem poloviny akcií.
Akciově se podílel i na vzniku nového pivovaru na místě, kde ho v Pardubicích můžeme nalézt i dnes. Koncem šedesátých let se pokoušel zřídit v Pardubicích první plynárnu. Tento pokus však skončil neúspěchem.

## Šlechtický stav
Josef Kraus byl vyznamenán rytířským křížem Řádu Františka Josefa a rozhodnutím z 10. ledna 1875 získal bez taxy šlechtický titul. Je možné, že jeho nobilitace byla důsledkem jeho zásluh, ale spekuluje se[kdo?] i o možnosti, že se za něho přimluvil jeho bratr Alfred Kraus. Josef 10. února téhož roku požádal ministerstvo vnitra o zhotovení listiny a udělení čestného titulu „šlechtic”. Listina byla přesně za měsíc 10. března 1875 vydána a jejím prostřednictvím získal predikát „šlechtic z Krausů” (Edler von Kraus) a erb, zásadně odlišný od znaku jeho mladšího bratra.
Protože bratr Alfred neměl potomky a chtěl získat baronský titul pro svou rodinu, krátce po své nobilitaci roku 1881 požádal Františka Josefa I. o přenesení titulu na bratra Josefa a jeho potomky. Panovník jeho žádosti obratem vyhověl a rozhodnutím z  25. července 1881 tento krok schválil. Příslušná listina byla Josefovi vydána s datem 10. srpna 1881 a s baronátem přijal Josef i Alfredův erb.

## Krausův dům

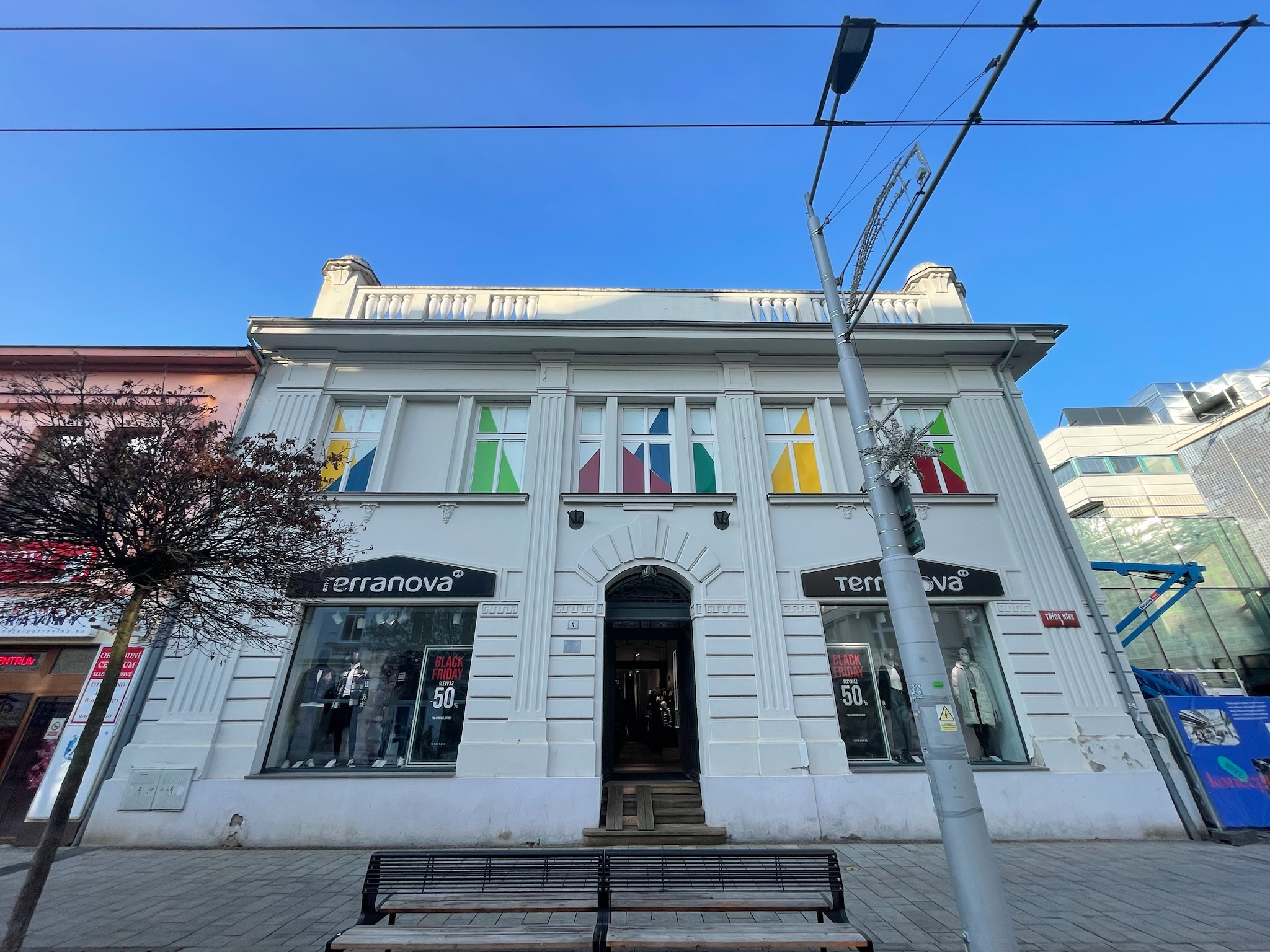
Krausův dům z třídy Míru

V roce 1860 si Josef Kraus nechal vystavět rodinný reprezentativní dům se zahradou a skleníkem, a postupem času v něm hostil řadu významných návštěv. Mezi nimi například saského krále Jana, pruského krále Viléma I. a dokonce i rakouského císaře Františka Josefa I. Za svou pohostinnost byl Josef Kraus jmenován rytířem řádu sv. Josefa. Již jako baron hostil v roce 1881 korunního prince Rudolfa s jeho manželkou Štěpánkou Belgickou. Po smrti Josefa byl dům, zvaný Krausův, jeho dětmi prodán.

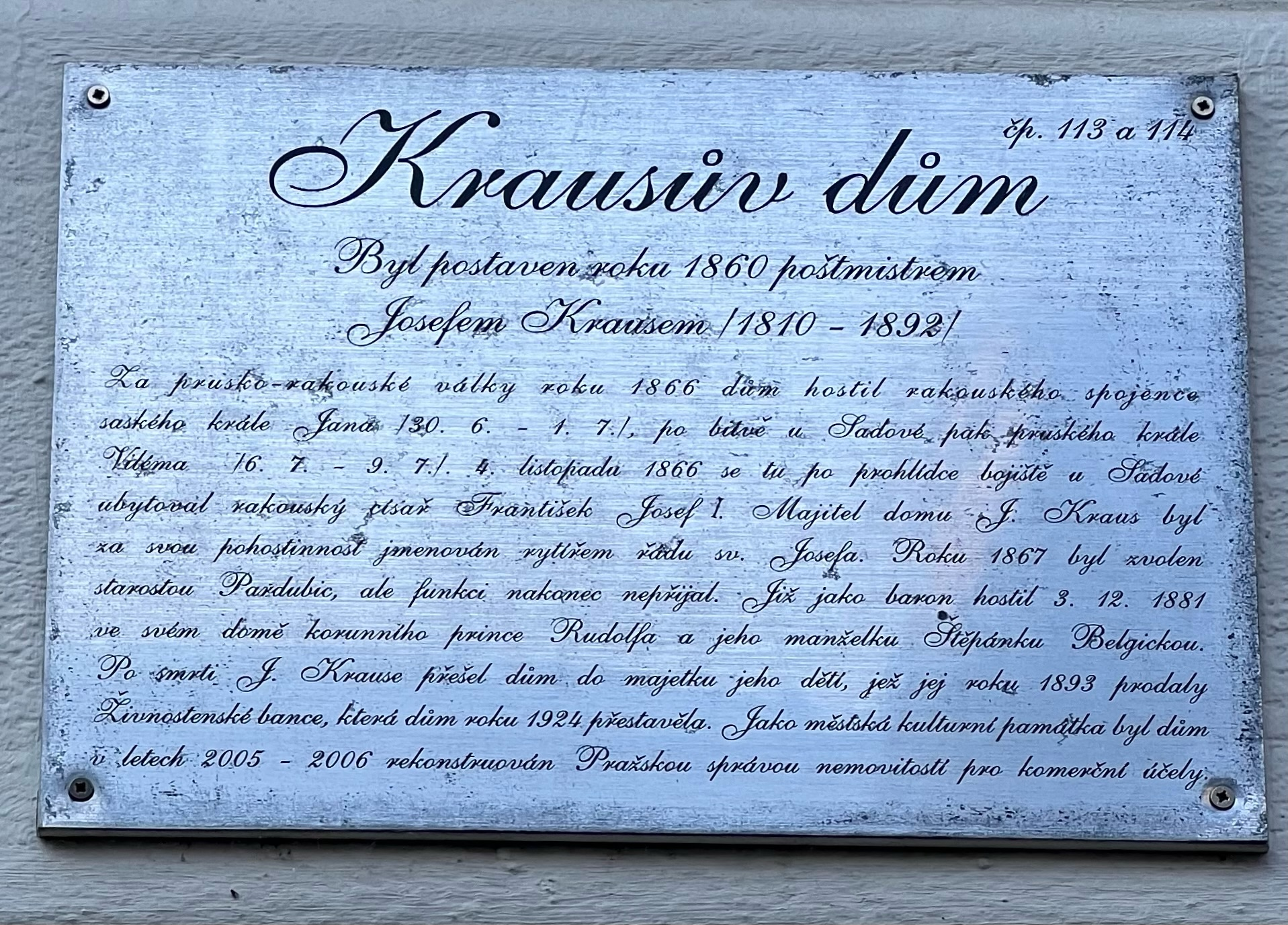
Pamětní deska